# Litoria prora
A Litoria prora a kétéltűek (Amphibia) osztályának békák (Anura) rendjébe, a Pelodryadidae családba, azon belül a Pelodryadinae alcsaládba tartozó faj.

## Előfordulása
A faj Pápua Új-Guineában és valószínűleg Indonézia Papua tartományában él. Természetes élőhelye a szubtrópusi vagy trópusi nedves síkvidéki erdők szubtrópusi vagy trópusi nedves hegyvidéki erdők, folyók, mocsarak, időszakos mocsarak, kertek, lepusztult erdők. A fajt élőhelyének elvesztése fenyegeti.